# 车岭镇
车岭镇，是中华人民共和国四川省雅安市名山区下辖的一个乡镇级行政单位。2019年12月，将原双河乡六合村、云台村所属行政区域划归车岭镇管辖。

## 行政区划
车岭镇下辖以下地区：
社区、水月村、几安村、天池村、金刚村、悔沟村、中居村、岱泉村、石堰村、江山村、龙水村、骑岗村、五花村、石城村和桥路村。